# Депултичі-Королівські
Депултичі Королівські (або Дипултичі Королівські, Деполтичі, Двіпольтичі, Депольчиці, Депултиче-Крулевське, пол. Depułtycze Królewskie) — село в Польщі, у гміні Холм Холмського повіту Люблінського воєводства. Населення — 193 особи (2011).

## Історія
1428 року вперше згадується православна церква в селі.
За даними етнографічної експедиції 1869—1870 років під керівництвом Павла Чубинського, у селі здебільшого проживали греко-католики, які розмовляли українською мовою.
У липні 1938 року польська влада в рамках великої акції руйнування українських храмів на Холмщині і Підляшші знищила місцеву православну церкву, за іншими даними — перетворила на римо-католицький костел.
Під час Другої світової війни у селі відновилося українське життя. Діяла українська школа, бібліотека, кооператив «Відродження».
У 1975—1998 роках село належало до Холмського воєводства.

## Населення
Демографічна структура станом на 31 березня 2011 року:
|          | Загалом | Допрацездатний вік | Працездатний вік | Постпрацездатний вік |
| -------- | ------- | ------------------ | ---------------- | -------------------- |
| Чоловіки | 96      | 22                 | 63               | 11                   |
| Жінки    | 97      | 18                 | 60               | 19                   |
| Разом    | 193     | 40                 | 123              | 30                   |